# Wellington, Texas
Wellington là một thành phố thuộc quận Collingsworth, tiểu bang Texas, Hoa Kỳ. Năm 2010, dân số của xã này là 2189 người.

## Dân số
- Dân số năm 2000: 2275 người.
- Dân số năm 2010: 2189 người.